# قائمة أضرحة تركيا

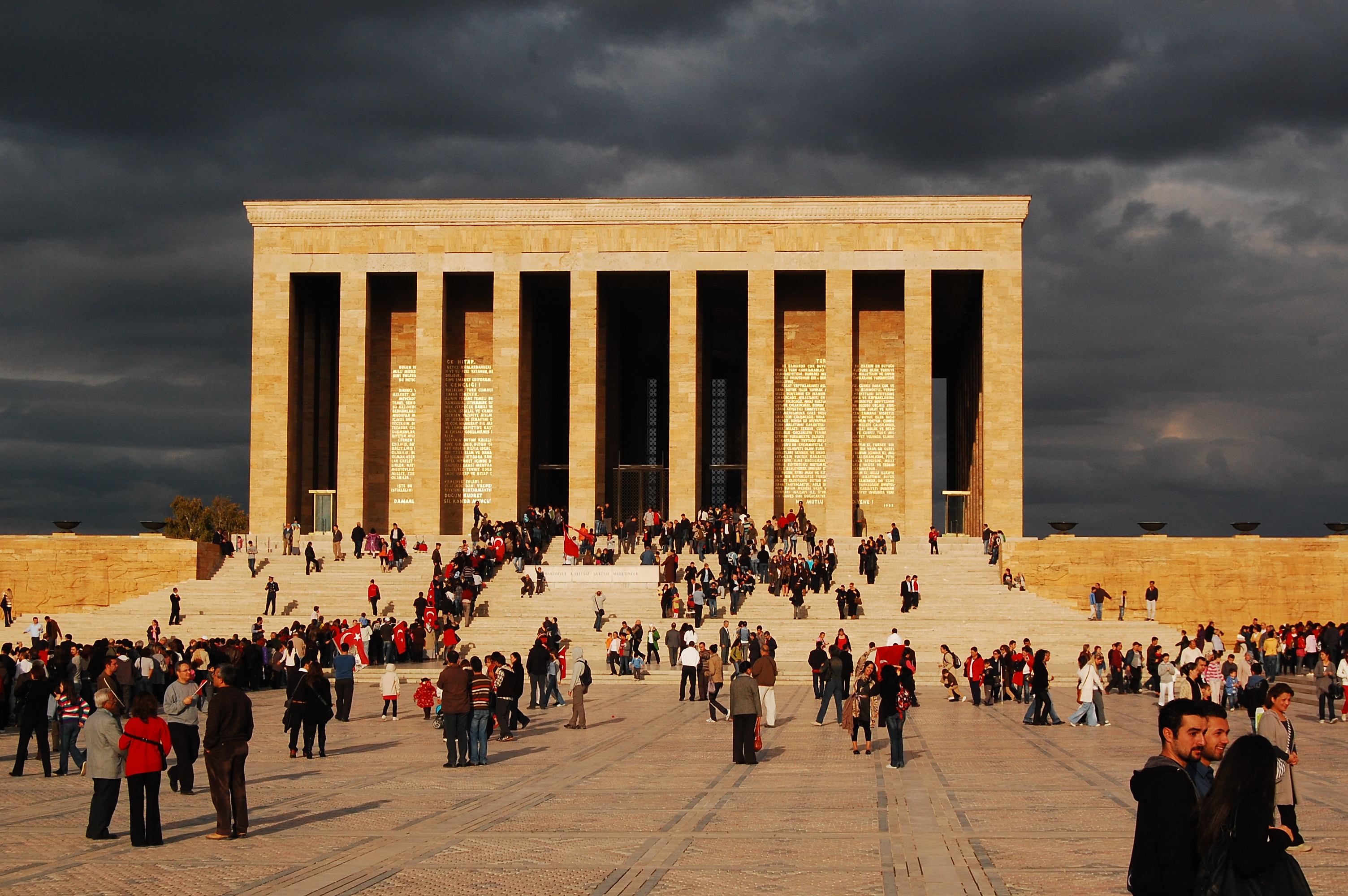
آنيت كابير

الضَّرِيحُ [الجمع: ضرائح] مُشيَّدة معمارية تُبنى على قبر أحد الأشخاص تخليداً لذكراه. ويختلف المَقام عنه من ناحية أنه ليس بالضرورة أن يكون المَقام مكان دفن أو قبر بل من الممكن أن يكون مكان إقامته في يوم من الأيام أو مكان ممارسة الطقوس الدينية أو كان قد مر عليه في يوم من الأيام، ومن ثم اشتهر هذا أو ذاع بين الناس على أنه أحد مقاماتهم فيشاد على هذا المكان بناء أو مكان عبادة ديني لكي يزوره الناس.

## قائمة أضرحة تركيا
تحتوي هذه القائمة على أسماء أضرحة في تركيا.
- آنيت كابير
- الضريح الأخضر
- ضريح سليمان شاه
- ضريح موسولوس
- كنيسة القديسة تيريز (أنقرة)